# Hygrophila avana
Hygrophila avana är en akantusväxtart som först beskrevs av George Bentham, och fick sitt nu gällande namn av E. Hossain. Hygrophila avana ingår i släktet Hygrophila och familjen akantusväxter. Inga underarter finns listade i Catalogue of Life.